# Càntir

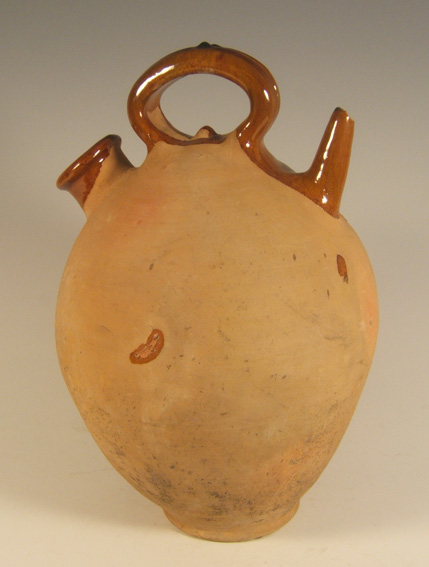
Càntir popular de la Bisbal d'Empordà

Un càntir o cànter, canterella (Val.) o gerra (a les Balears) és un recipient per a emmagatzemar i beure líquids (especialment aigua), més estret de la base que de dalt, amb un broc petit per a beure'n, el galet, i un broc més ample per a omplir-lo, el tòt (d'on beure a galet o totar).
Una càntera és cànter de dues anses i un coll.
És habitual veure'ls fets de terrissa a causa de les característiques tèrmiques d'aquest material, encara que el seu ús estès ha fet que es puguin veure càntirs de materials diversos, com el vidre, el metall o el plàstic.
Al Maresme hi ha el Museu del Càntir d'Argentona dedicat quasi exclusivament a l'estudi i difusió del càntir, amb més de 4.000 exemplars a les seves col·leccions. I a Agost (Alacantí) hi ha un dels més importants centres de producció d'aquests atuells ceràmics de tota la península ibèrica, que estan recollits al Museu de Cantereria. Com a centres cantirers catalans cal destacar Verdú (Urgell), amb els seus reputats càntirs de terrissa negra o fumada i la Bisbal d'Empordà, amb càntirs envernissats i decorats.

## Mesura de capacitat
Abans d'adoptar el litre com a mesura de volum i, en particular, de quantitat d'un líquid; s'utilitzaven recipients de mida coneguda, com els càntirs al País valencià, botelles (Catalunya del Nord) o borratxel·los (Balears). Un càntir valencià equivalia a 12 porrons lleidatans, 12,8 porrons barcelonins o gironins o 16 porrons tarragonins. Per més informació, vegeu carga.

## Efecte càntir
L'efecte càntir és una forma de refredar mitjançant un procés endotèrmic. Hi ha un refrany català que diu: "Càntir nou fa l'aigua fresca".
Podria semblar un conte de fades però no ho és, es basa en el principi científic d'un procés endotèrmic (l'evaporació). Ja d'antic la gent del camp quan volen tenir l'aigua ben fresca mullen el càntir i el posen al sol (el càntir ha de ser com el de la fotografia de tipus porós). El sol comença el cicle d'evaporació de l'aigua de la superfície externa del càntir; (per capil·laritat l'aigua de l'interior del càntir l'anirà substituint). Per a evaporar-se l'aigua de la superfície exterior pren energia a les molècules d'aigua de l'interior dels porus i acaba refredant l'aigua del càntir.
Un càntir nou té els porus en millors condicions que un de vell (menys brutícia); la calç i altres minerals de l'aigua acaben per tapar els foradins; és a dir un càntir nou dona més facilitat al procés i refreda millor, d'aquí el refrany popular susdit... (a part d'altres deduccions orientades al dia a dia, que per paral·lelisme se'n poden treure i per les quals s'esmenta el refrany).
El fet que el càntir es trobi només a la regió mediterrània es deu al fet que el clima a l'estiu és molt sec en contraposició amb altres regions climàtiques, que solen tenir estius humits.
És costum deixar unes hores el càntir ple d'aigua amb una mica d'anís abans d'usar-lo per primera vegada.

### Model matemàtic
El 1995, Gabriel Pinto i José Ignacio Zubizarreta van desenvolupar un model matemàtic per a un càntir esfèric. Dues equacions diferencials en descriuen el procés:
{\displaystyle -{\frac {dV}{dt}}={K'}\cdot a(H_{s}-H)}
{\displaystyle V\cdot C_{p}\cdot \left({\frac {dT}{dt}}\right)=h_{c}\cdot a\cdot (T_{g}-T_{s})+f\cdot \epsilon \cdot \sigma \cdot (4\pi r^{2}-s)\cdot [(273+T_{g})^{4}-(273+T_{s})^{4}]-U\cdot a\cdot (T-T_{s})-{\lambda }_{\omega }\cdot \left({\frac {dV}{dt}}\right)}
on:
{\displaystyle \ V} = volum de l'aigua
{\displaystyle \ t} = temps
{\displaystyle \ C_{p}} = capacitat calorífica de l'aigua
{\displaystyle \ T} = temperatura de l'aigua
{\displaystyle \ T_{g}} = temperatura de l'aire
{\displaystyle \ T_{s}} = temperatura de la superfície de l'aigua
{\displaystyle \ A} = àrea de la superfície externa de l'aigua
{\displaystyle \ 4\pi r^{2}} = àrea de la superfície total del càntir
{\displaystyle \ S} = àrea de l'aigua en contacte amb l'aire
{\displaystyle \ {\Lambda }_{\omega }} = calor de vaporització de l'aigua
{\displaystyle \ H_{c}} = coeficient de convecció
{\displaystyle \ F\cdot \epsilon \cdot \sigma } = coeficient de radiació de calor
{\displaystyle \ U} = coeficient de transmissió de calor de l'aigua
{\displaystyle \ K'} = coeficient de transferència de massa per l'aigua
{\displaystyle \ H_{s}} = humitat de saturació
{\displaystyle \ H} = humitat de l'aire